# Volta a la Comunitat Valenciana 2024
75. ročník etapového cyklistického závodu Volta a la Comunitat Valenciana se konal mezi 31. lednem a 4. únorem 2024 ve španělském Valencijském společenství. Celkovým vítězem se stal Američan Brandon McNulty z týmu UAE Team Emirates. Na druhém a třetím místě se umístili Kolumbijec Santiago Buitrago (Team Bahrain Victorious) a Alexandr Vlasov (Bora–Hansgrohe). Závod byl součástí UCI ProSeries 2024 na úrovni 2.Pro.

## Týmy
Závodu se zúčastnilo 7 z 18 UCI WorldTeamů, 9 UCI ProTeamů a 2 UCI Continental týmy. Všechny týmy nastoupily na start se sedmi závodníky. Fabio Felline (Lidl–Trek) nenastoupil na start úvodní etapy, závod tak odstartovalo 125 jezdců. Do cíle ve Valencii dojelo 114 z nich.
UCI WorldTeamy
- Bora–Hansgrohe
- Intermarché–Wanty
- Lidl–Trek
- Movistar Team
- Team Bahrain Victorious
- Team Jayco–AlUla
- UAE Team Emirates

UCI ProTeamy
- Bingoal WB
- Burgos BH
- Caja Rural–Seguros RGA
- Equipo Kern Pharma
- Euskaltel–Euskadi
- VF Group–Bardiani–CSF–Faizanè
- Polti–Kometa
- Q36.5 Pro Cycling Team
- Team Novo Nordisk

UCI Continental týmy
- Illes Balears Arabay Cycling
- Project Echelon Racing

## Trasa a etapy
| Etapa         | Datum         | Trasa                                 | Vzdálenost | Typ      | Typ                 | Vítěz                    |
| ------------- | ------------- | ------------------------------------- | ---------- | -------- | ------------------- | ------------------------ |
| 1             | 31. ledna     | Benicasim – Castellón de la Plana     | 167 km     |          | Zvlněná etapa       | Alessandro Tonelli (ITA) |
| 2             | 1. února      | Canals – Mancomunitat de la Valldigna | 162,7 km   |          | Zvlněná etapa       | Matej Mohorič (SLO)      |
| 3             | 2. února      | San Vicente del Raspeig – Orihuela    | 161,3 km   |          | Zvlněná etapa       | Jonathan Milan (ITA)     |
| 4             | 3. února      | Teulada Moraira – La Vall d'Ebo       | 175,2 km   |          | Středně těžká etapa | Brandon McNulty (USA)    |
| 5             | 4. února      | Bétera – Valencie                     | 93 km      |          | Zvlněná etapa       | Will Barta (USA)         |
| Celková délka | Celková délka | Celková délka                         | 759,2 km   | 759,2 km | 759,2 km            | 759,2 km                 |

## Průběžné pořadí
| Etapa          | Vítěz              | Celkové pořadí     | Bodovací soutěž    | Vrchařská soutěž | Soutěž mladých jezdců | Soutěž týmů                   |
| -------------- | ------------------ | ------------------ | ------------------ | ---------------- | --------------------- | ----------------------------- |
| 1              | Alessandro Tonelli | Alessandro Tonelli | Alessandro Tonelli | Gorka Sorarrain  | Oier Lazkano          | VF Group–Bardiani–CSF–Faizanè |
| 2              | Matej Mohorič      | Alessandro Tonelli | Matej Mohorič      | Gorka Sorarrain  | Santiago Buitrago     | VF Group–Bardiani–CSF–Faizanè |
| 3              | Jonathan Milan     | Alessandro Tonelli | Jonathan Milan     | Gorka Sorarrain  | Santiago Buitrago     | VF Group–Bardiani–CSF–Faizanè |
| 4              | Brandon McNulty    | Brandon McNulty    | Jonathan Milan     | Mikel Bizkarra   | Santiago Buitrago     | Team Bahrain Victorious       |
| 5              | Will Barta         | Brandon McNulty    | Jonathan Milan     | Mikel Bizkarra   | Santiago Buitrago     | Team Bahrain Victorious       |
| Konečné pořadí | Konečné pořadí     | Brandon McNulty    | Jonathan Milan     | Mikel Bizkarra   | Santiago Buitrago     | Team Bahrain Victorious       |

- Ve 2. etapě nosil Manuele Tarozzi, jenž byl druhý v bodovací soutěži, oranžový dres, neobť lídr této klasifikace Alessandro Tonelli nosil žlutý dres lídra celkového pořadí.

## Konečné pořadí
| Legenda | Legenda                         | Legenda | Legenda                               |
| ------- | ------------------------------- | ------- | ------------------------------------- |
|         | Označuje lídra celkového pořadí |         | Označuje lídra vrchařské soutěže      |
|         | Označuje lídra bodovací soutěže |         | Označuje lídra soutěže mladých jezdců |

### Celkové pořadí
| Pořadí | Jezdec                    | Tým                           | Čas         |
| ------ | ------------------------- | ----------------------------- | ----------- |
| 1      | Brandon McNulty (USA)     | UAE Team Emirates             | 17h 52' 34" |
| 2      | Santiago Buitrago (COL)   | Team Bahrain Victorious       | + 14"       |
| 3      | Alexandr Vlasov           | Bora–Hansgrohe                | + 17"       |
| 4      | Alessandro Tonelli (ITA)  | VF Group–Bardiani–CSF–Faizanè | + 20"       |
| 5      | Jai Hindley (AUS)         | Bora–Hansgrohe                | + 34"       |
| 6      | Pello Bilbao (ESP)        | Team Bahrain Victorious       | + 34"       |
| 7      | Felix Großschartner (AUT) | UAE Team Emirates             | + 36"       |
| 8      | Rainer Kepplinger (AUT)   | Team Bahrain Victorious       | + 54"       |
| 9      | Javier Romo (ESP)         | Movistar Team                 | + 57"       |
| 10     | Welay Hagos Berhe (ETH)   | Team Jayco–AlUla              | + 58"       |

### Bodovací soutěž
| Pořadí | Jezdec                   | Tým                           | Body |
| ------ | ------------------------ | ----------------------------- | ---- |
| 1      | Jonathan Milan (ITA)     | Lidl–Trek                     | 57   |
| 2      | Matej Mohorič (SLO)      | Team Bahrain Victorious       | 48   |
| 3      | Filippo Fiorelli (ITA)   | VF Group–Bardiani–CSF–Faizanè | 36   |
| 4      | Giovanni Lonardi (ITA)   | Polti–Kometa                  | 36   |
| 5      | Will Barta (USA)         | Movistar Team                 | 29   |
| 6      | Simone Consonni (ITA)    | Lidl–Trek                     | 28   |
| 7      | Orluis Aular (VEN)       | Caja Rural–Seguros RGA        | 27   |
| 8      | Brandon McNulty (USA)    | UAE Team Emirates             | 25   |
| 9      | Alessandro Tonelli (ITA) | VF Group–Bardiani–CSF–Faizanè | 25   |
| 10     | Santiago Buitrago (COL)  | Team Bahrain Victorious       | 24   |

### Vrchařská soutěž
| Pořadí | Jezdec                  | Tým                           | Čas |
| ------ | ----------------------- | ----------------------------- | --- |
| 1      | Mikel Bizkarra (ESP)    | Euskaltel–Euskadi             | 18  |
| 2      | Gorka Sorarrain (ESP)   | Caja Rural–Seguros RGA        | 15  |
| 3      | Will Barta (USA)        | Movistar Team                 | 12  |
| 4      | Jokin Murguialday (ESP) | Caja Rural–Seguros RGA        | 12  |
| 5      | Brandon McNulty (USA)   | UAE Team Emirates             | 10  |
| 6      | Santiago Buitrago (COL) | Team Bahrain Victorious       | 10  |
| 7      | Alexandr Vlasov         | Bora–Hansgrohe                | 8   |
| 8      | Pello Bilbao (ESP)      | Team Bahrain Victorious       | 8   |
| 9      | Filippo Fiorelli (ITA)  | VF Group–Bardiani–CSF–Faizanè | 8   |
| 10     | Manuele Tarozzi (ITA)   | VF Group–Bardiani–CSF–Faizanè | 6   |

### Soutěž mladých jezdců
| Pořadí | Jezdec                  | Tým                          | Čas         |
| ------ | ----------------------- | ---------------------------- | ----------- |
| 1      | Santiago Buitrago (COL) | Team Bahrain Victorious      | 17h 52' 48" |
| 2      | Javier Romo (ESP)       | Movistar Team                | + 43"       |
| 3      | Welay Hagos Berhe (ETH) | Team Jayco–AlUla             | + 44"       |
| 4      | Giovanni Aleotti (ITA)  | Bora–Hansgrohe               | + 1' 06"    |
| 5      | Davide Piganzoli (ITA)  | Polti–Kometa                 | + 1' 08"    |
| 6      | Igor Arrieta (ESP)      | UAE Team Emirates            | + 1' 08"    |
| 7      | Filippo Zana (ITA)      | Team Jayco–AlUla             | + 1' 22"    |
| 8      | Davide De Pretto (ITA)  | Team Jayco–AlUla             | + 1' 49"    |
| 9      | Alex Molenaar (NED)     | Illes Balears Arabay Cycling | + 4' 12"    |
| 10     | Pablo Castrillo (ESP)   | Equipo Kern Pharma           | + 5' 12"    |

### Soutěž týmů
| Pořadí | Tým                           | Čas         |
| ------ | ----------------------------- | ----------- |
| 1      | Team Bahrain Victorious       | 53h 39' 19" |
| 2      | UAE Team Emirates             | + 34"       |
| 3      | Bora–Hansgrohe                | + 39"       |
| 4      | Team Jayco–AlUla              | + 3' 00"    |
| 5      | Polti–Kometa                  | + 3' 31"    |
| 6      | VF Group–Bardiani–CSF–Faizanè | + 5' 06"    |
| 7      | Euskaltel–Euskadi             | + 5' 45"    |
| 8      | Movistar Team                 | + 6' 00"    |
| 9      | Burgos BH                     | + 11' 44"   |
| 10     | Caja Rural–Seguros RGA        | + 13' 52"   |